# Danebod
Danebod est un quartier historique du sud de la ville ferroviaire de Tyler dans le sud-ouest du Minnesota. Fondé en 1885 par des membres de l'Église évangélique-luthérienne du Danemark menés par le révérend Hans Jørgen Pedersen (1851–1905), le quartier comprend plusieurs bâtiments remontant à 1888 et formant la plus ancienne colonie danoise du Minnesota.
Au XXIe siècle, Danebod reste un quartier majoritairement danois et religieux. Chaque année, le quartier organise les « Æbleskiver Days » le week-end du 4 juillet, pour célébrer la culture danoise. En raison de leur importance culturelle et architecturale, quatre édifices de Danebod formant le « complexe historique de Danebod » (Danebod Historic Complex) sont inscrits au Registre national des lieux historiques depuis 1975.

## Toponymie
Le nom de Danebod fait référence à la première reine du Danemark, Thyra, épouse du roi Gorm l'Ancien au Xe siècle,. Thyra du Danemark aurait supervisé la construction d'un mur de pierre à travers le Jutland pour protéger le pays des ennemis du sud. Par gratitude, le nom de Danebod lui aurait été donné. Il signifie en danois « celui ou celle qui répare, qui console, ou qui sauve les Danois ».
Aux États-Unis, son nom est prononcé DAHN-a-bo ou DAN-a-bo,.

## Histoire
Les premiers habitants de la région où se trouve Danebod sont les Dakotas. Le quartier est aujourd'hui la plus ancienne colonie danoise du Minnesota.

### Fondation

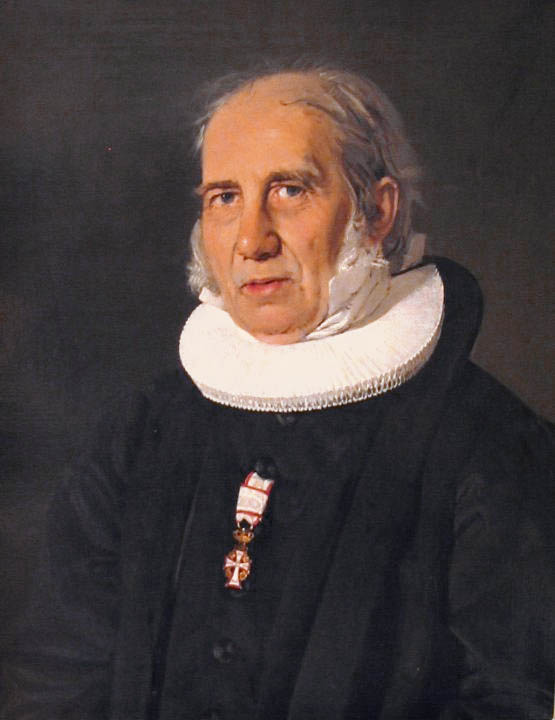
Danebod est fondée par des adeptes de N. F. S. Grundtvig.

Le 8 septembre 1872, deux pasteurs danois Adam Dan et Rasmus Andersen fondent une église à Neenah (Wisconsin) qui deviendra l'Église évangélique luthérienne danoise en Amérique (en). En 1884, à l'occasion d'une convention de l'Église réunie à Clinton (Iowa), le fermier Rasmus Hansen suggère que l'Église aide les familles citadines qui préféreraient s'installer à la campagne à trouver un endroit où fonder une colonie danoise. Une commission est alors désignée pour trouver ce lieu. Composée des pasteurs grundtvigiens F. L. Grundtvig (fils de N. F. S. Grundtvig), Kristian Anker, Rasmus Hansen, Jens C. Kjær et C. Bruhn, elle conclut un accord avec la Winona and St. Peter Railroad Company dans le sud-ouest du comté de Lincoln dans le Minnesota. La société de chemin de fer accepte de ne vendre 35 000 acres (142 km2) de ses terres qu'à des Danois ; ces terres se trouvent aux pieds de Buffalo Ridge (en) au sud de Tyler. Le 27 juin 1885, environ 70 colons s'y étaient établis en provenance de plusieurs États.
L'ensemble des pionniers étaient des Grundtvigiens, une faction nationaliste et libérale de l'Église nationale du Danemark,. Les Grundtvigiens croyaient à la célébration de la vie et étaient souvent surnommés les « Danois heureux ». Bien que la Bible était leur livre saint, les Grundtvigiens ne la prenaient pas à la lettre et donnaient une importance particulière au Symbole des apôtres. Ils étaient également nationalistes, espérant « réveiller les Danois dans l'appréciation de leur identité ». N. F. S. Grundtvig écrivait notamment en 1848 : « Danois d'abord, chrétien ensuite ». Les Grundtvigiens estimaient que le « vrai peuple » partageait une terre commune, une langue commune, une histoire commune et une culture commune (à travers notamment la danse, le folklore et la cuisine). Danebod est fondée pour « sauver les Danois d'une américanisation totale ». Pendant plusieurs décennies, seul le danois y est parlé. Le dimanche 28 juin 1885, un festival est organisé pour célébrer la nouvelle colonie. La population de Danebod croit rapidement au début des années 1890. En 1895, 222 personnes habitent la « colonie danoise de Danebod ».

### Fin duXIXesiècle

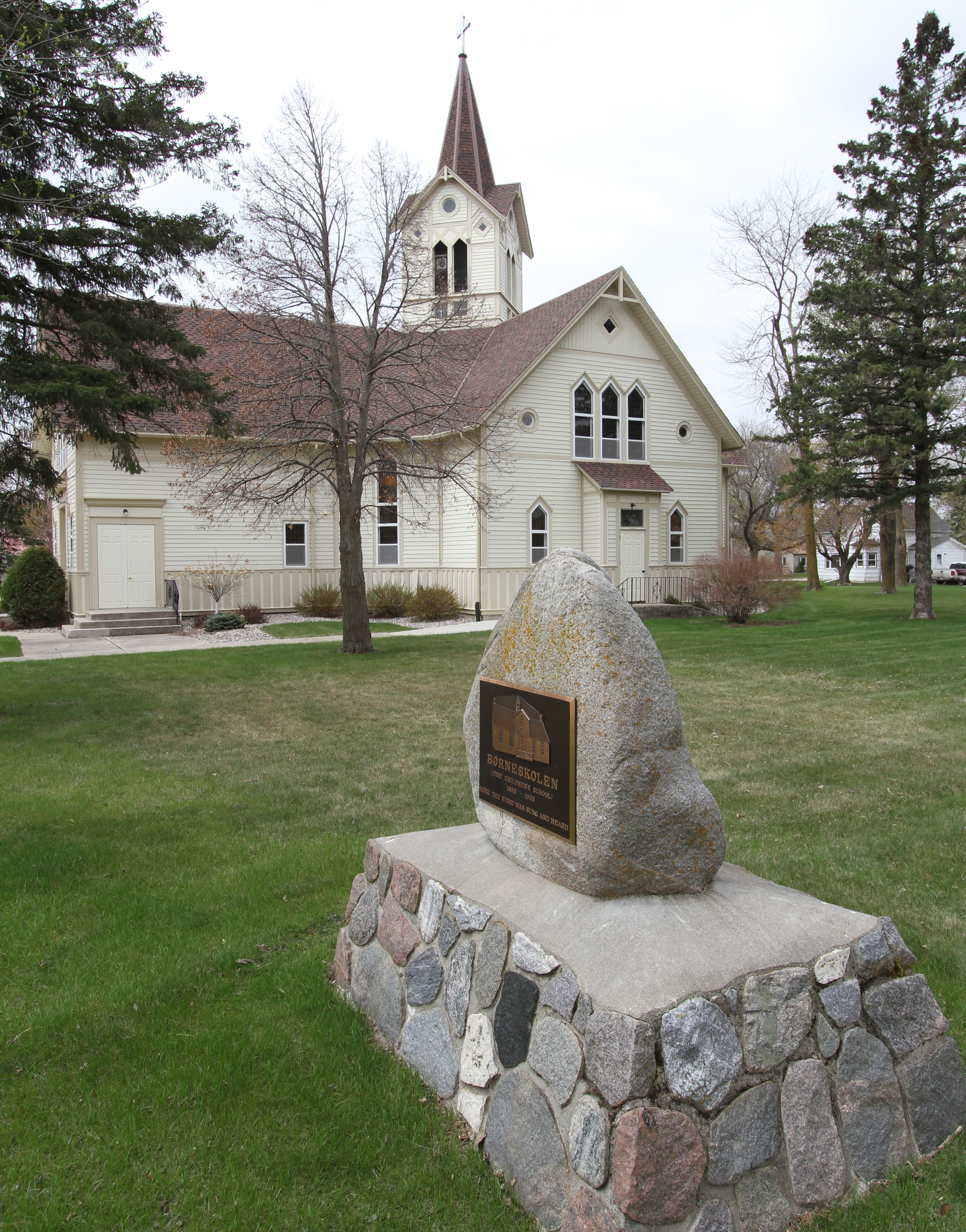
Une pierre commémorant l'ancienne Børneskolen, devant l'église luthérienne de Danebod.

Le 11 juillet 1886, la congrégation de Danebod est officiellement formée au domicile de P. N. Clausen, elle compte alors 15 membres. Le conseil de l'église comprend son président P. N. Clausen, un secrétaire M. Lauritsen et un trésorier Jørgen Jacobsen,. À ses débuts, la congrégation ne célèbre pas de messe régulièrement et n'a pas de pasteur permanent : ses membres se réunissent dans diverses maisons, chantent des hymnes danois et écoutent les sermons d'un laïc. C'est parfois le pasteur de Sleepy Eye, S. C. Madsen, qui officie. La congrégation finit par recruter un pasteur. Hans Jørgen Pedersen (1851–1905), né au Danemark, arrive à Danebod avec sa famille le 12 avril 1888, en provenance du Michigan. Éloquent, il s'implique fortement dans la communauté et est parfois considéré comme le fondateur de Danebod. En septembre 1888, 77 acres (31 ha) sont attribués à la congrégation pour l'établissement de l'église luthérienne de Danebod, consacré le 16 juin 1895.
Le pasteur H. J. Pedersen avait reçu une éducation dans une université populaire et était convaincu que le succès de la congrégation et de la colonie passait par la fondation d'une école populaire danoise. L'école ouvre le 1er décembre 1888, avec Pederson comme président. Parmi les premiers étudiants se trouve Kristian Klink, un tailleur de pierre qui aide Pedersen à construire le pavillon de pierre. L'édifice est achevé à l'automne 1889, avec des pierres du lac Swan situé au sud du bourg. Il ouvre au public pour les funérailles de Klink en novembre 1889. Le bâtiment devient le nouveau centre de la colonie, les messes s'y déroulant le dimanche. Les étudiants de l'école populaire l'utilisent également comme gymnase. Le pavillon devient un lieu de rencontre pour les habitants de Danebod, notamment les jeunes. Devenant trop exigu, il est remplacé en 1895 par l'église luthérienne de Danebod pour les cérémonies religieuses.

### Début duXXesiècle
Une association de Ladies' Aid, venant en aide aux vétérans, est fondée le 15 juillet 1903 par Marie Hovgaard, Anna P. C. Petersen, Henrietta Hansen et Sine C. Jensen. Le 1er novembre 1906, une maison pour enfants est ouverte par la congrégation. L'association de l'école populaire est créée en 1912. La communauté compte par ailleurs une école primaire danoise (Børneskolen) depuis 1888 (qui fermera en 1939). Dans son journal de voyage My Big Adventure of 1915–1916: The joys and hazards of motor touring in 1915, Ragna C. Olson (1905–2007) décrit un jour à l'école de Danebod en 1914 : « Nous avions une heure de religion, puis nous apprenions à lire et à écrire en danois, un peu d'histoire, et durant la dernière heure les filles apprenaient des travaux manuels comme le tricot, le crochet et la broderie. L'après-midi, nous apprenions l'anglais, écrire, lire et l'arithmétique ». Olson était la fille des pionniers Johanne Marie Sorensen (1877–1947) et Carl Cold Sorensen (1879–1967), qui furent les premiers à introduire des véhicules à moteur à Tyler au début du XXe siècle,.
Le dimanche 25 février 1917, l'école populaire de Danebod est détruite par un incendie. La faible vitesse de l'incendie permet aux étudiants et aux voisins de sauver une grande partie du mobilier de grande valeur de l'édifice. À l'automne 1917, neuf mois après sa destruction, une nouvelle école plus grande est consacrée par le pasteur Knudsen, C. P. Højbjerg, Aage Møller, P. Rasmussen et Kristian Østergaard. À la même époque, une épidémie de grippe touche la région, causant plusieurs morts et obligeant les écoles et églises à fermer. Une nouvelle catastrophe touche Danebod le 21 août 1918 lorsqu'une tornade traverse le comté de Lincoln et tue 36 habitants,.

## Culture

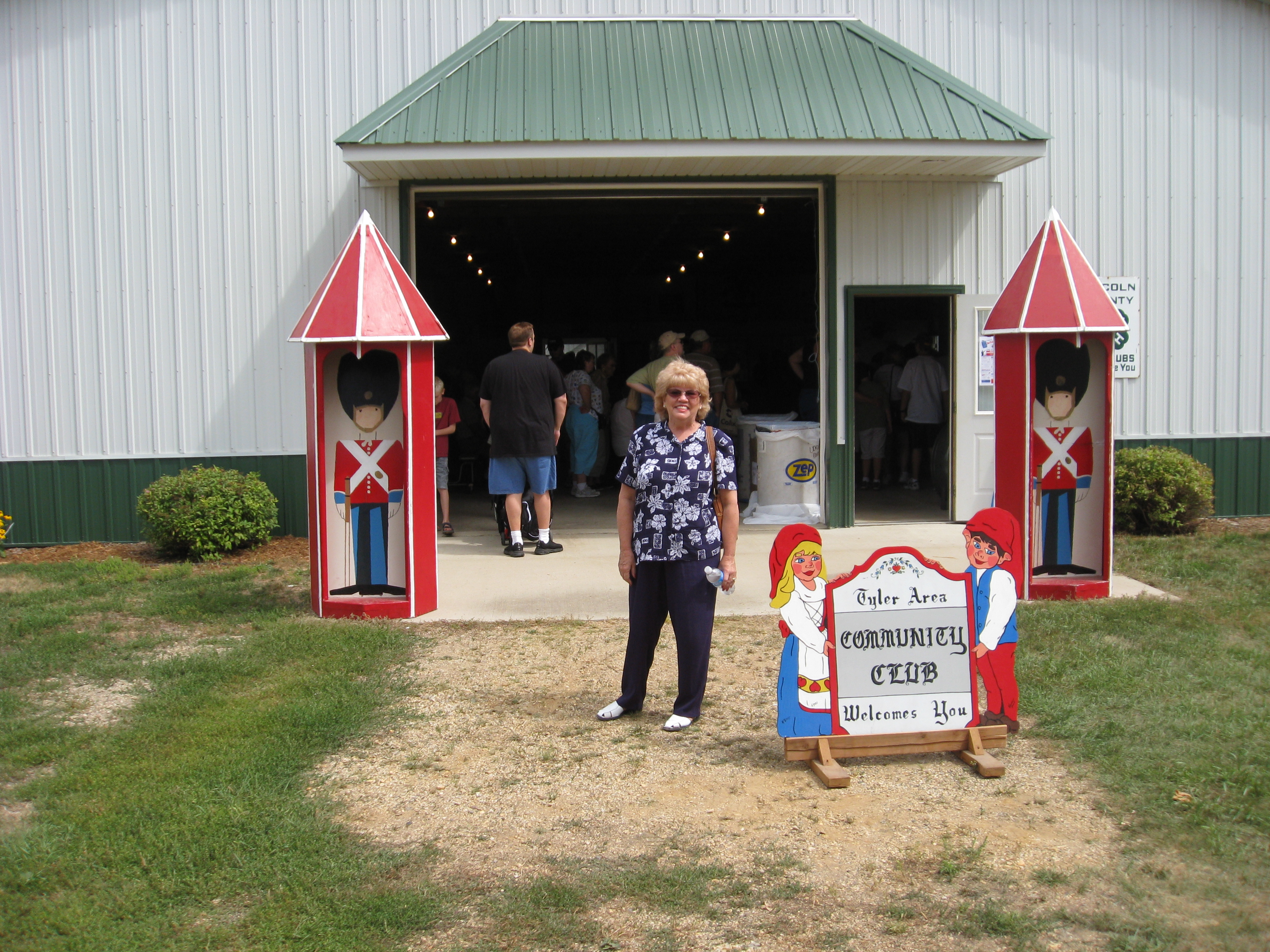
Le centre communautaire durant les Æbleskiver Days de 2007.

Danebod reste un refuge de la culture danoise au XXe siècle puis au XXIe siècle,. Le quartier est parfois appelé « la maison de Nissemænd » en référence aux nisses du folklore scandinave,,.
L'école primaire, l'université, la bibliothèque, la presse locale ainsi que la messe utilisent le danois pendant plusieurs décennies ; la langue est la plus parlée à Danebod jusqu'aux années 1940,. Le quartier est toujours un quartier dano-américain. Il est courant d'y voir flotter le drapeau danois (Dannebrog) et la cuisine, la musique, la langue et la culture danoise font toujours partie de la vie de ses 200 habitants. L'église luthérienne fait également partie de ces traditions. Elle propose toujours une messe hebdomadaire en danois (les messes n'étaient qu'en danois jusqu'en 1947),. Une partie de la population parle toujours danois, surtout parmi les plus âgés.
Durant les années 1930, des difficultés financières et des faibles inscriptions conduisent à la fermeture de l'école populaire de Danebod, où l'enseignement se faisait en danois. Le bâtiment rouvre ses portes en 1946 et accueille depuis 1947 des camps d'été familiaux,. Dans l'esprit des écoles populaires danoises,, les participants du camp chantent des chansons danoises, dansent des danses folkloriques danoises, travaillent des produits artisanaux et écoutent des lectures en danois.
Plusieurs événements sont organisés chaque année pour célébrer la culture danoise, notamment la parade du quartier, Grundlovsdag, Fastelavn et les Æbleskiver Days. Les æbleskiver sont des crêpes sphériques typiques du Danemark. Les Æbleskiver Days sont l'une des principales attractions de Danebod. L'événement est célébré chaque année par des descendants d'immigrés danois depuis plus de cent ans. Lors de ce festival de deux jours, qui se tient le week-end du 4 juillet (jour de fête nationale aux États-Unis), Danebod célèbre sa communauté et son héritage danois. Une parade, des danses folkloriques et des chansons danoises y sont organisées ; de nombreux plats danois typiques y sont proposés ; une fête foraine nommée Tivoli est présente. À Noël, une danse et des chants sont organisés autour du sapin du gymnase à Noël.

## Patrimoine

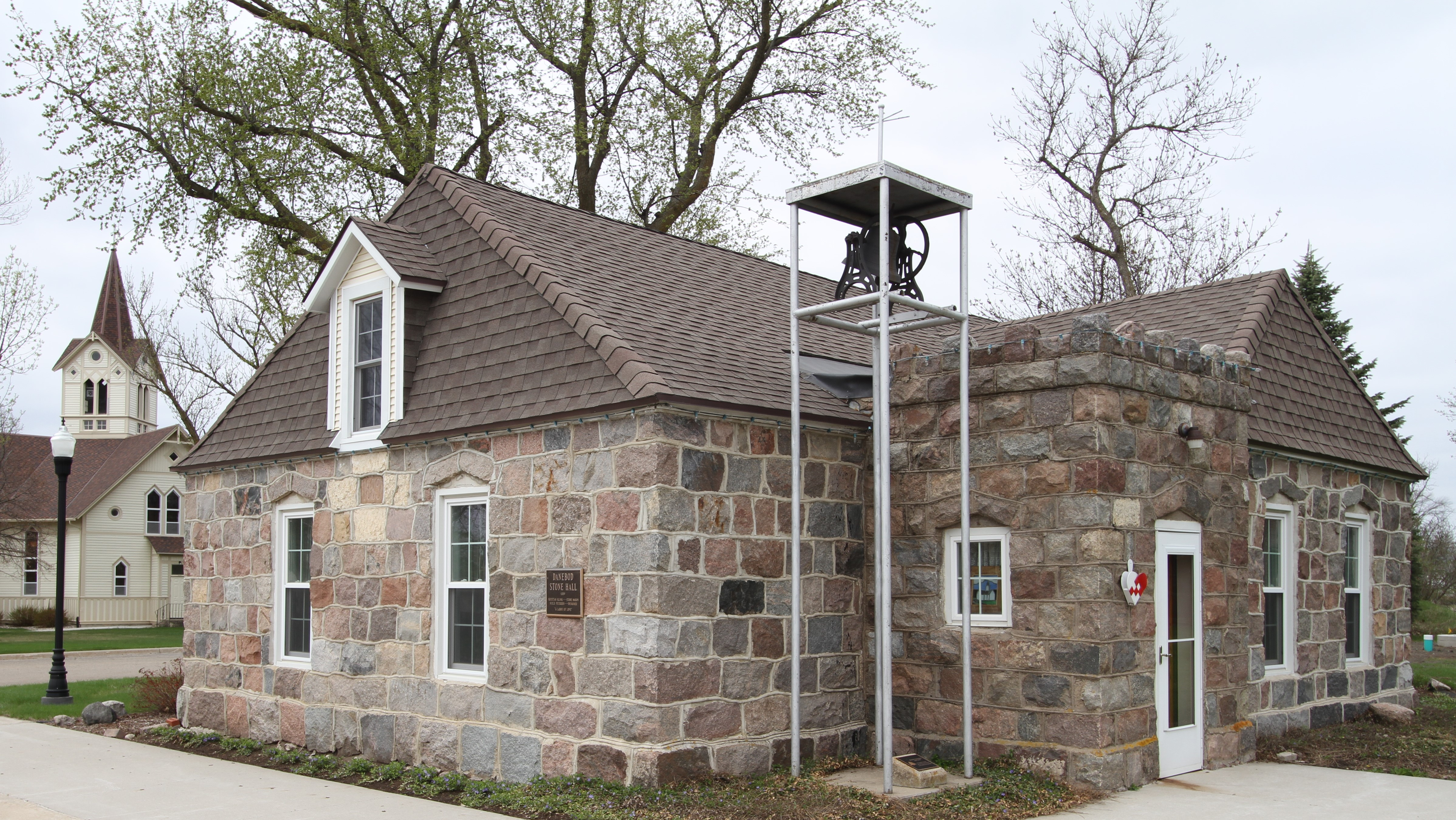
Le pavillon de pierre, avec en arrière plan l'église luthérienne.

Le complexe historique de Danebod, situé au 101 Danebod Court, est reconnu pour son importance culturelle et architecturale par le Registre national des lieux historiques depuis 1975. Le district historique s'étend sur 79 acres (32 ha) et comprend quatre bâtiments : l'école populaire de Danebod (1888), le pavillon de pierre (1889), l'église luthérienne ou église de la croix (1893) et le gymnase (1904). À l'exception de l'école, ces bâtiments ont survécu à l'incendie de 1917 et à la tornade de 1918, qui a tué 36 habitants de Tyler,. Ils sont tous les quatre construits selon un plan en croix grecque, à la signification religieuse. L'école populaire de trois étages se trouve à proximité du lac Danebod. À côté de l'école, est édifié le pavillon de pierre. Le gymnase et ses tours jumelles est situé de l'autre côté de la rue. L'église luthérienne se trouve sur Tyler Street, la principale rue de la ville.
L'église luthérienne de Danebod (Danebod Lutheran Church), aussi connue sous le nom de l'église de la croix à Danebod (Cross Church at Danebod), est consacrée le dimanche 16 juin 1895. Le bâtiment, cruciforme avec un bardage en bois, comprend une tour centrale à 45° des bras de la croix. Il est édifié dans un style Eastlake (en). L'église est en grande partie construite par des volontaires et grâce à l'argent des premiers habitants de Tyler. Parmi ses points d'intérêts se trouvent : les autels et leur mobilier, les lampes à kérosène, les lambris des murs et plafonds, les fenêtres en forme de hublot, l'étoile de Bethléem au plafond, la statue du Christ de Bertel Thorvaldsen, les images du narthex ainsi que les sculptures sur l'autel, le pupitre, la balustrade et les fonts baptismaux,. L'église est aujourd'hui affiliée à l'Église évangélique luthérienne en Amérique,.
Le pavillon de pierre de Danebod (Danebod Stone Hall) est construit en 1889. Il s'agit d'un bâtiment en pierre d'un seul étage prenant la forme d'une croix latine. L’aile d'entrée comprend des créneaux d'inspiration médiévale mais la plupart de ses ouvertures se rapprochent davantage du style Greek Revival. La pavillon est construit à partir de pierres extraites par des fermiers locaux et travaillées par le tailleur de pierre danois Kristian Klink. L'édifice est utilisé comme une église, puis un gymnase et une salle de réunion. Ses points d'intérêts incluent l'ancienne cloche à l'extérieur du bâtiment, la fresque du gymnase, l'ancien chandelier de l'église luthérienne et les pierres taillées à la main de la structure. Le pavillon est aujourd'hui un musée regroupant des photographies, écrits et objets de l'histoire de Danebod. Elle sert également de salle de réunion pour plusieurs activités.
Le gymnase de Danebod (Danebod Gym Hall) est construit en 1904 en forme de croix avec un bardage en bois. L'entrée du bâtiment comprend deux tours s'élevant jusqu'à l'avant-toit ainsi qu'un petit toit servant d'abri. Le gymnase a vocation à accueillir des activités de gym danoise, danse folklorique, musique, théâtre et autres réunions ainsi que les activités religieuses de l'école populaire. Chaque année, c'est dans le gymnase qu'a lieu la danse danoise autour de l'arbre de Noël de l'église luthérienne. En 1928, le bâtiment est agrémenté d'une scène, d'un sous-sol et d'une chaudière.
L'école populaire de Danebod (Danebod Folk School) est édifiée en 1888. Elle est détruite dans un incendie le 25 février 1917 et reconstruite neuf mois plus tard. Elle forme un bâtiment de brique de trois étages, ses gables sont portés par des parapets. La tour en angle à créneaux de quatre étages et les arches de son entrée rappellent l'architecture gothique danoise. Rénovée en 1946, l'ancienne école est utilisée pour les camps et retraites de l'Église luthérienne ainsi que certaines réunions publiques. Ses éléments intéressants incluent le podium sculpté de la salle de lecture, les statues de la salle de lecture et des salons ainsi que le podium de la salle à manger.